# Velika nagrada Malezije 2011
Velika nagrada Malezije 2011 je bila druga dirka Svetovnega prvenstva Formule 1 v sezoni 2011. Odvijala se je 10 aprila 2011 na dirkališču Sepang International Circuit v Sepangu. Zmagal je Sebastian Vettel, Red Bull-Renault, drugo mesto je osvojil Jenson Button, [McLaren]]-Mercedes, tretje pa Nick Heidfeld, Renault.

## Rezultati

### Kvalifikacije
| Poz | Št | Dirkač             | Konstruktor          | 1. del   | 2. del   | 3. del   | Št. m. |
| --- | -- | ------------------ | -------------------- | -------- | -------- | -------- | ------ |
| 1   | 1  | Sebastian Vettel   | Red Bull-Renault     | 1:37,468 | 1:35,934 | 1:34,870 | 1      |
| 2   | 3  | Lewis Hamilton     | McLaren-Mercedes     | 1:36,861 | 1:35,852 | 1:34,974 | 2      |
| 3   | 2  | Mark Webber        | Red Bull-Renault     | 1:37,924 | 1:36,080 | 1:35,179 | 3      |
| 4   | 4  | Jenson Button      | McLaren-Mercedes     | 1:37,033 | 1:35,569 | 1:35,200 | 4      |
| 5   | 5  | Fernando Alonso    | Ferrari              | 1:36,897 | 1:36,320 | 1:35,802 | 5      |
| 6   | 9  | Nick Heidfeld      | Renault              | 1:37,224 | 1:36,811 | 1:36,124 | 6      |
| 7   | 6  | Felipe Massa       | Ferrari              | 1:36,744 | 1:36,557 | 1:36,251 | 7      |
| 8   | 10 | Vitalij Petrov     | Renault              | 1:37,210 | 1:36,642 | 1:36,324 | 8      |
| 9   | 8  | Nico Rosberg       | Mercedes             | 1:37,316 | 1:36,388 | 1:36,809 | 9      |
| 10  | 16 | Kamui Kobajaši     | Sauber-Ferrari       | 1:36,994 | 1:36,691 | 1:36,820 | 10     |
| 11  | 7  | Michael Schumacher | Mercedes             | 1:36,904 | 1:37,035 |          | 11     |
| 12  | 18 | Sébastien Buemi    | Toro Rosso-Ferrari   | 1:37,693 | 1:37,160 |          | 12     |
| 13  | 19 | Jaime Alguersuari  | Toro Rosso-Ferrari   | 1:37,677 | 1:37,347 |          | 13     |
| 14  | 15 | Paul di Resta      | Force India-Mercedes | 1:38,045 | 1:37,370 |          | 14     |
| 15  | 11 | Rubens Barrichello | Williams-Cosworth    | 1:38,163 | 1:37,496 |          | 15     |
| 16  | 17 | Sergio Pérez       | Sauber-Ferrari       | 1:37,759 | 1:37,528 |          | 16     |
| 17  | 14 | Adrian Sutil       | Force India-Mercedes | 1:37,693 | 1:37,593 |          | 17     |
| 18  | 12 | Pastor Maldonado   | Williams-Cosworth    | 1:38,276 |          |          | 18     |
| 19  | 20 | Heikki Kovalainen  | Lotus-Renault        | 1:38,645 |          |          | 19     |
| 20  | 21 | Jarno Trulli       | Lotus-Renault        | 1:38,791 |          |          | 20     |
| 21  | 24 | Timo Glock         | Virgin-Cosworth      | 1:40,648 |          |          | 21     |
| 22  | 25 | Jérôme d'Ambrosio  | Virgin-Cosworth      | 1:41,001 |          |          | 22     |
| 23  | 23 | Vitantonio Liuzzi  | HRT-Cosworth         | 1:41,549 |          |          | 23     |
| 24  | 22 | Narain Kartikejan  | HRT-Cosworth         | 1:42,574 |          |          | 24     |

### Dirka
| Poz | Št | Dirkač             | Konstruktor          | Krogi | Čas/Odstop    | Št. m. | Toč |
| --- | -- | ------------------ | -------------------- | ----- | ------------- | ------ | --- |
| 1   | 1  | Sebastian Vettel   | Red Bull-Renault     | 56    | 1:37:39,832   | 1      | 25  |
| 2   | 4  | Jenson Button      | McLaren-Mercedes     | 56    | +3,261        | 4      | 18  |
| 3   | 9  | Nick Heidfeld      | Renault              | 56    | +25,075       | 6      | 15  |
| 4   | 2  | Mark Webber        | Red Bull-Renault     | 56    | +26,384       | 3      | 12  |
| 5   | 6  | Felipe Massa       | Ferrari              | 56    | +36,958       | 7      | 10  |
| 6   | 5  | Fernando Alonso    | Ferrari              | 56    | +57,248       | 5      | 8   |
| 7   | 16 | Kamui Kobajaši     | Sauber-Ferrari       | 56    | +1:06,439     | 10     | 6   |
| 8   | 3  | Lewis Hamilton     | McLaren-Mercedes     | 56    | +1:09,957     | 2      | 4   |
| 9   | 7  | Michael Schumacher | Mercedes             | 56    | +1:24,896     | 11     | 2   |
| 10  | 15 | Paul di Resta      | Force India-Mercedes | 56    | +1:31,563     | 14     | 1   |
| 11  | 14 | Adrian Sutil       | Force India-Mercedes | 56    | +1:41,379     | 17     |     |
| 12  | 8  | Nico Rosberg       | Mercedes             | 55    | +1 krog       | 9      |     |
| 13  | 18 | Sébastien Buemi    | Toro Rosso-Ferrari   | 55    | +1 krog       | 12     |     |
| 14  | 19 | Jaime Alguersuari  | Toro Rosso-Ferrari   | 55    | +1 krog       | 13     |     |
| 15  | 20 | Heikki Kovalainen  | Lotus-Renault        | 55    | +1 krog       | 19     |     |
| 16  | 24 | Timo Glock         | Virgin-Cosworth      | 54    | +2 kroga      | 21     |     |
| 17  | 10 | Vitalij Petrov     | Renault              | 52    | Trčenje       | 8      |     |
| Ods | 23 | Vitantonio Liuzzi  | HRT-Cosworth         | 46    | Zadnje krilce | 23     |     |
| Ods | 25 | Jérôme d'Ambrosio  | Virgin-Cosworth      | 42    | Elektronika   | 22     |     |
| Ods | 21 | Jarno Trulli       | Lotus-Renault        | 31    | Sklopka       | 20     |     |
| Ods | 17 | Sergio Pérez       | Sauber-Ferrari       | 23    | El. sistem    | 16     |     |
| Ods | 11 | Rubens Barrichello | Williams-Cosworth    | 22    | Hidravlika    | 15     |     |
| Ods | 22 | Narain Kartikejan  | HRT-Cosworth         | 14    | Pregrevanje   | 24     |     |
| Ods | 12 | Pastor Maldonado   | Williams-Cosworth    | 8     | Motor         | 18     |     |